# Costarina abdita
Espèce
Synonymes
- Dysderina abdita Chickering, 1968
- Dysderina rigida Chickering, 1968
- Costarina rigida (Chickering, 1968)

Costarina abdita est une espèce d'araignées aranéomorphes de la famille des Oonopidae.

## Distribution
Cette espèce est endémique de la province de Chiriquí au Panama,.

## Description
Le mâle décrit par Platnick et Berniker en 2014 mesure 2,24 mm et la femelle 2,33 mm.

## Publication originale
- Chickering, 1968 : The genus Dysderina (Araneae, Oonopidae) in Central America and the West Indies. Breviora, no 296, p. 1-37 (texte intégral).